# 上海农产品中心批发市场
上海农产品中心批发市场簡稱上農批，是中華人民共和國上海市浦東新區的一個农副产品批发市场，一度是中华人民共和国国内贸易部确定建设的五个国家级大型农产品中心批发市场之一以及中華人民共和國農業部定點市場。該市场总规划占地面积27公顷，建筑面积近5万平方米。设有肉类、蔬菜、水果、粮油以及水产、南北干货交易区、农产品配送、高低温仓储、停车场等物流设备设施以及客商服务中心和食品安全检测中心。上海农产品中心批发市场由浦东新区经贸局国有资产经营有限公司、农村投资经营有限公司、上海市蔬菜总公司、上海市绿叶发展总公司、浦东北蔡实业总公司五家企业共同投资组成。上海农产品中心批发市场于1998年1月投入运营。2002年1月，上海农产品中心批发市场由深圳市农产品股份有限公司全资子公司上海吉农投资有限公司控股。上海蔬菜集團參股。